# Medalha de Ouro Keldysh
A Medalha de Ouro Keldysh (em russo:  Золотая медаль имени М.В. Келдыша) é denominada em memória do matemático soviético Mstislav Keldysh. Foi concedida de 1980 a 1990 pela Academia de Ciências da União Soviética. Foi continuada desde 1993 pela Academia de Ciências da Rússia, por trabalhos de destaque nas áreas da matemática aplicada e mecânica. Sua cencessão ocorre em período irregular variando de três a cinco anos.

## Recipientes
- 1980 Gury Marchuk
- 1984 Yevgeny Zababakhin
- 1987 Vladimir Kotelnikov
- 1990 Andrey Tychonoff
- 1993 Andrey Aleksandrovich Gonchar
- 1996 Pelageya Polubarinova-Kochina
- 2001 Dmitri Okhotsimski
- 2006 Viktor Sadovnichiy
- 2010 Timur Eneev
- 2016 Michail Marov
- 2021 Boris Tschetveruschkin